# アゾメチンイリド

アゾメチンイリドの一般式

アゾメチンイリド（英: Azomethine ylide）はカルボアニオンとイミニウムイオンが隣接する1,3-双極子であり、ピロリジンやピロリンなどの5員複素環を形成する1,3-双極子付加環化反応に用いられる。これらの反応は高度に立体選択的かつ位置選択的であり、最大で4つの新たな立体中心を形成することができる。このような性質から、アゾメチンイリドはキラル配位子や医薬品の合成、全合成などにおいて有用である。アゾメチンイリドはアジリジン、イミン、イミニウムイオンなどから生成することができる。生成するとただちに双極性化合物と反応する。

## 構造
次の共鳴構造は、窒素に隣接する2つの炭素原子が負または正の電荷を持つ1,3-双極子の寄与を示している。アゾメチンイリドの最も一般的な表現は、窒素が正の電荷を持ち、負の電荷が2つの炭素原子の間で共有されるものである。それぞれの共鳴構造の相対的な寄与は各原子の置換基によって定まる。炭素が電子吸引性の置換基を持つ場合は負電荷を安定させるため、この炭素はより負電荷を持つことになる。
イリドの形状としては次の図に示したW字型、U字型、S字型の3つが可能であり、それぞれが1,3-双極子付加環化反応の生成物に異なる立体を与える。置換基が同じ側に位置するW字型とU字型のイリドは、syn付加生成物を与え、S字型のイリドはanti付加生成物を生じる。

## 生成

### アジリジンからの生成
アゾメチンイリドはアジリジンの開環により生成することができる。

### アルデヒドとアミンの縮合
アゾメチンイリドを生成する最も簡単な方法の一つとして、アルデヒドとアミンの縮合がある。アミンがエステルなどの電子吸引性基をα炭素に持つ場合、脱プロトン化が容易に進行する。この方法の欠点として、エステルが環化付加生成物に含まれてしまうことである。この代替案として、脱炭酸によって容易に除去できるカルボン酸を使用する方法がある。

### イミンやイミニウムイオンからの生成
アゾメチンイリドはイミニウムの脱プロトン化によって直接得ることができる。この反応に使われる試薬として、臭化リチウムや酢酸銀などが利用される。

### ミュンヒノンからの生成
イリドはミュンヒノンから生成することができ、環状のアゾメチンイリドとして働く。

## 1,3-双極子付加環化反応
アゾメチンイリドの利用として1,3-双極子付加環化反応がある。他の1,3-双極子とπ系の付加環化反応と同様に、アゾメチンイリドを用いたものも6電子過程である。この反応は一般に協奏的反応とされる。しかし、双極子の性質によっては、ジラジカルや双性イオンの中間体の存在も可能である。ディールス・アルダー反応のように一般にエンド生成物が有利である。一般にアルケンまたはアルキンを双極子として用い、反応後は生成物としてそれぞれピロリジンまたはピロリンを得る。
不斉触媒を用いたアゾメチンイリドのエナンチオ選択的付加環化反応は、1991年にAllwayとGriggによって報告された。